# Aeroporto di Eilat
L'Aeroporto di Eilat (in ebraico נמל התעופה אילת‎?, Namal HaTe'ufa Eilat), conosciuto anche come Aeroporto di J. Hozman  è un aeroporto di Israele, localizzato nella città di Eilat.
In seguito alla costruzione dell'Aeroporto di Eilat-Ramon, ha interrotto le attività a partire dal 18 marzo 2019.

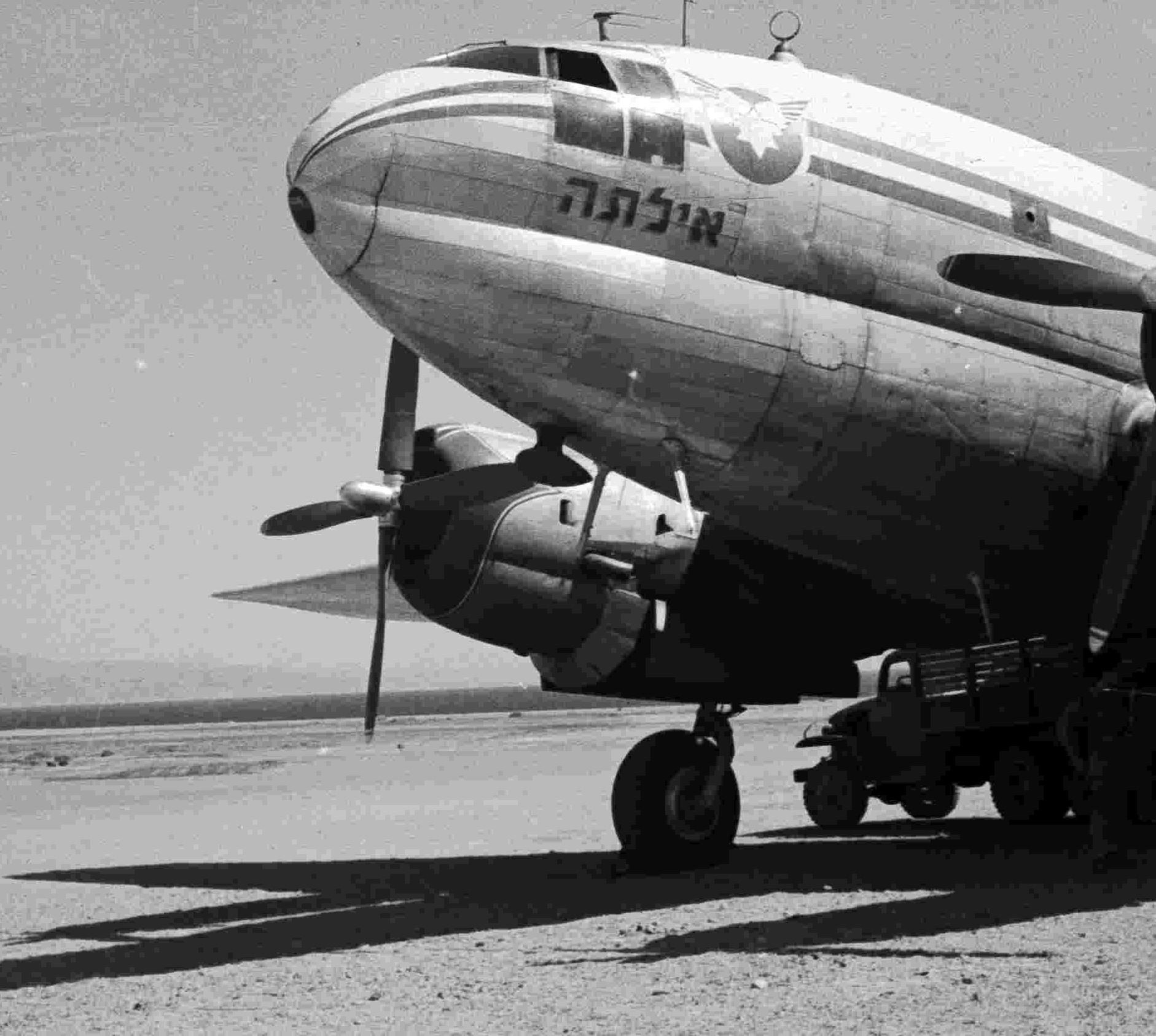
C-46 Commando presso l'aeroporto di Eilat

## Storia
Approntato in tutta fretta nel 1949 dall'Aeronautica Militare Israeliana, le prime rotte, gestite da Eilata e Aviron, lo hanno collegato con le città di Tel Aviv (Ben-Gurion) e Haifa (U Michaeli). Le due compagnie saranno sostituire nel 1950 dalla neonata Arkia Airlines.
È nel 1964 che viene costruito il terminal per i passeggeri e la pista, in asfalto, raggiunge i 1500 metri (aumentati a 1900 nel 1969).
Nel 1994, in un accordo tra Giordania e Israele, sono stati proibiti i voli internazionali.
In seguito allo sviluppo di Eilat il governo israeliano ha approvato la costruzione di un nuovo aeroporto nella valle del Timna. L'aeroporto è stato inaugurato nel gennaio 2019, mentre l'aeroporto di Eilat ha cessato le proprie attività il 18 marzo 2019.